# Держплан
Державний плановий комітет УРСР був республіканським органом управління, що здійснював планування економічного та соціального розвитку УРСР та контролював виконання національного економічного плану. У своїй діяльності підпорядковувався Держплану СРСР, а також керівним органам управління УРСР.
Комітет був створений 28.09.1921 як Українська комісія народного планування, яка була підпорядкована Українській економічній нараді. Пізніше був підпорядкований Раді народних комісарів (з 1946 року — Раді Міністрів) УРСР та Держплану СРСР (до 1922 р. — Російської СФСР). Основою організації та діяльності комітету декларувались принципи демократичного централізму.
Структура апарату Держплану УСРР—УРСР змінювалася відповідно до завдань державного планування. Керівні органи незмінно складалися із голови комісії, який призначався ВУЦВК (від 1937 — ВР УРСР), заст. голови й членів Держплану за призначенням РНК—РМ УРСР. Для оперативного керівництва діяльністю комісії РНК—РМ УСРР—УРСР затверджувала колегію в складі голови (голова колегії), заступників голови, а також керівних працівників — чл. Держплану. Апарат формувався із галузевих відділів, зведених відділів і відділів матеріальних балансів; з часом у складі Держплану були утворені Головний обчислювальний центр, державна експертна комісія, НДІ, Рада з вивчення виробничих сил УРСР АН УРСР. Від 1960 Держплан УРСР видавав ж. «Економіка України».
Якщо на початку 1920-х рр. Держплан УСРР займався лише розробкою проектів поточних планів розвитку місцевого господарства й окремих галузей народного господарства республіки, то вже наприкінці 1920-х рр. він приступив до комплексного перспективного планування в межах народного господарства республіки, яке підпорядковувалося загальносоюзним та республіканським міністерствам і відомствам. По господарствах, керованих загальносоюзними господарськими органами, Держплан УСРР—УРСР складав лише пропозиції щодо їхнього розвитку. Основу для загальнореспубліканського планування становили проекти планів підприємств, організацій, об'єднань, виконкомів обласних (міських) рад депутатів трудящих, міністерств і відомств УСРР—УРСР, планових комісій економічних районів. Методику планових розрахунків визначав Держплан СРСР.

## Голови Держплану УРСР
На відміну від решти членів комітету, які затверджувались Радою Міністрів УРСР, голова Держплану призначався Всеукраїнським ЦВК (з 1937 року — Верховною Радою).
Головами Держплану були:
- 11.1922 —11.1923 Гринько Григорій Федорович
- 1923 — 1924 Владимирський Михайло Федорович
- 06.1925 —12.1926 Гринько Григорій Федорович
- 1926 — 1933 Дудник Яким Минович
- 02.1933 — 07.07.1933 Скрипник Микола Олексійович
- 1933 — 11.1934 Коцюбинський Юрій Михайлович
- 1935 — 05.1938 Сухомлин Кирило Васильович
- 07.1938 — 28.05.1940 Усиков Олексій Михайлович
- 28.05.1940 — 1941 Барановський Анатолій Максимович
- 1941 — 1943 в.о. Ящук Іван Хомич
- 08.1943 — 28.02.1944 т.в.о. Валуєв Володимир Миколайович
- 28.02.1944 — 04.05.1950 Валуєв Володимир Миколайович
- 1950 — 1952 Гарбузов Василь Федорович
- 1954 — 1957 Барановський Анатолій Максимович
- 1957 — 1959 Сєнін Іван Семенович
- 1959 — 1963 Розенко Петро Якимович
- 03.1963 — 14.12.1966 Кочубей Антон Данилович
- 1966 — 1967 в.о. Старовойтенко Іван Павлович
- 03.1967 — 1979 Розенко Петро Якимович
- 1979 — 07.1987 Масол Віталій Андрійович
- 07.1987 — 1990 Фокін Вітольд Павлович